# Lygodactylus klugei
Lygodactylus klugei es una especie de gecko del género Lygodactylus, familia Gekkonidae. Fue descrita científicamente por Smith, Martin & Swain en 1977.
Se distribuye por Brasil. Esta especie fue nombrada en honor de Arnold Kluge en reconocimiento a sus contribuciones.